# Khả biến thần kinh

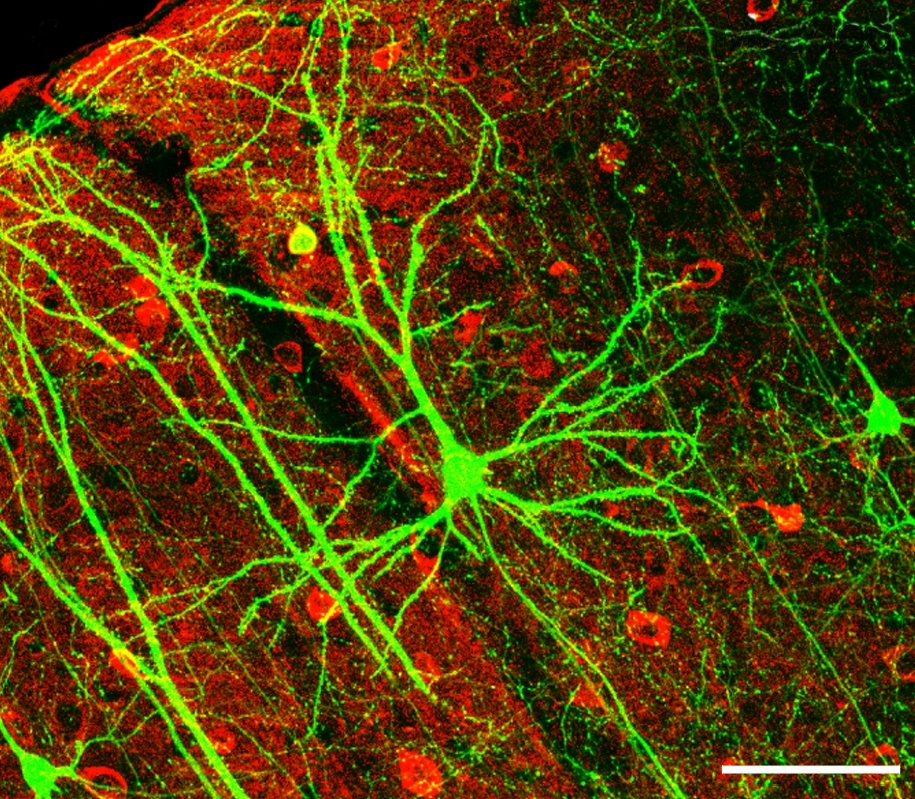
Cơ chế khả biến thần kinh là cơ chế giúp thích nghi được với sự biến đổi của môi trường, là khả năng phục hồi và tái tạo, hay học một kỹ năng mới.

Thích ứng (khả biến) thần kinh, còn được gọi là tính thích ứng của não hay đơn thuần là sự thích ứng, là khả năng thay đổi của các mạng lưới thần kinh trong não thông qua sự tăng trưởng và tái tổ chức. Tính thích ứng thần kinh đề cập đến khả năng não sắp xếp và kết nối thần kinh lại giúp não thích ứng và hoạt động theo phương thức khác với trạng thái trước đó. Quá trình này xảy ra khi học một kỷ năng mới, trải qua biến đổi môi trường, hồi phục từ sang chấn, hay là thích ứng với sự suy giảm về nhận thức hoặc cảm giác. Tính thích ứng như vậy làm nỗi bật bản chất năng động và tiến hóa không ngưng nghỉ của não bộ, ngay cả đến lúc trưởng thành 
Các nhà khoa học thần kinh cho rằng tính khả biến thần kinh chỉ có thể thấy và quan sát được trong thời thơ ấu, nhưng đã có các cuộc nghiên cứu vào nửa sau của thế kỷ 20 cho thấy rằng nhiều vùng vỏ não có thể bị biến đổi (hay còn gọi là "mềm dẻo") ngay cả khi trong thời kỳ trưởng thành. Tuy nhiên là tính mềm dẻo của não bộ đang trong giai đoạn phát triển thì mạnh hơn nhiều so với lại não ở người lớn. Tính mềm dẻo phụ thuộc vào hoạt động điện thế thần kinh có ý nghĩa đặc biệt quan trọng đối với sự phát triển tối ưu của các nơron, quá trình học tập và công đoạn tạo lập nên trí nhớ, và hơn nữa là phục hồi một cách tích cực khi xảy ra những tổn thương ở não bộ.

## Sinh học thần kinh

Vỏ não thường được coi là trung tâm của những chức năng trí tuệ cao cấp. Chúng nhận thông tin từ nhiều nguồn cảm giác khác nhau, chính vì vậy nó là một cấu trúc liên hợp rất mạnh.^{:192}

## Các trường hợp điển hình, những hiện tượng

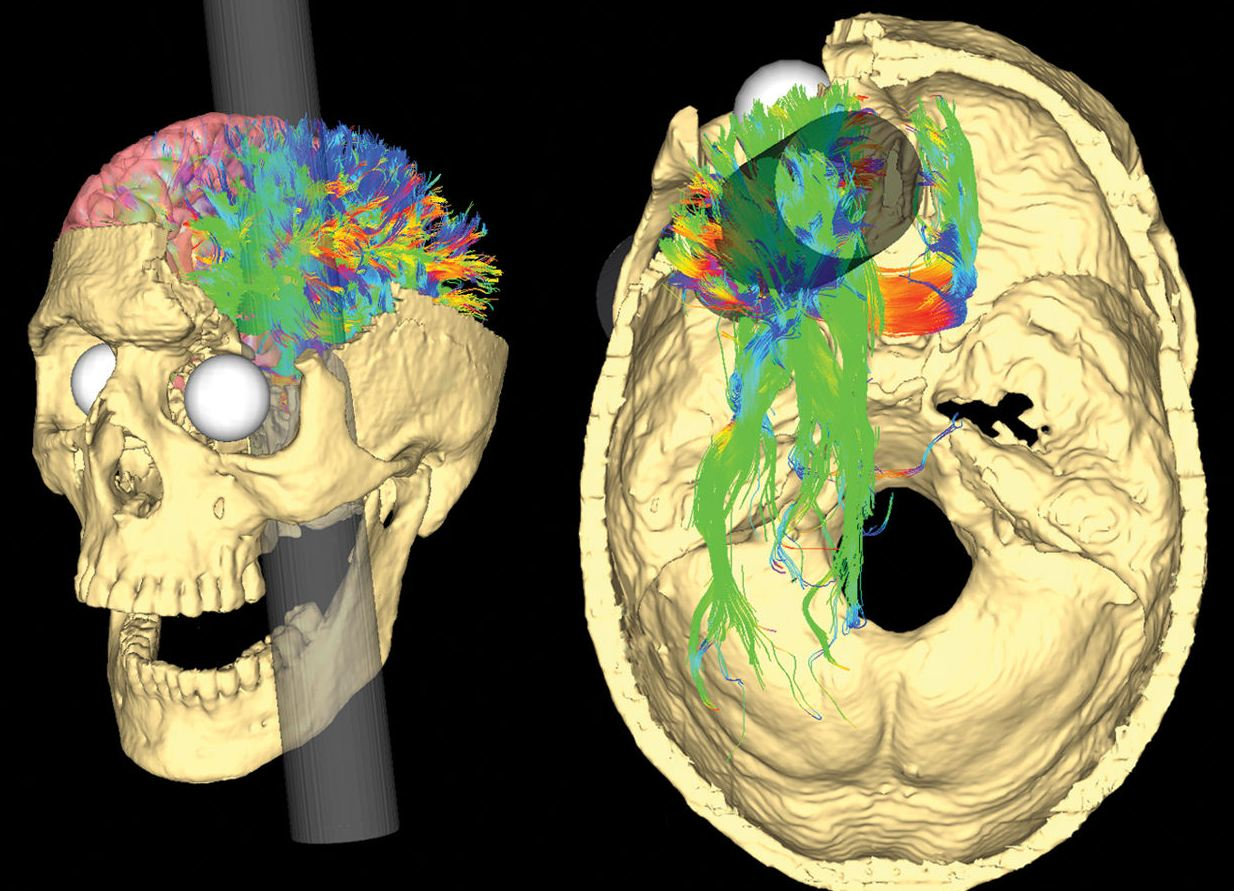
Hình minh họa cho thấy thanh sắt đã phá hủy não bộ (thùy trán).^{:3}

## Lịch sử khởi đầu